# Тимей (диалог)
«Тиме́й» (греч. Τίμαιος; сокр. Plat. Tim.) — один из важнейших трактатов Платона, посвящённый космологии, физике и биологии и написанный в форме сократического диалога около 360 года до н. э. В этом диалоге также излагаются сведения об Атлантиде (более подробное описание имеется в неоконченном диалоге «Критий»). Участники диалога: Сократ, Тимей Локрийский, Критий, Гермократ.
Этот диалог оказал значительное влияние на развитие средневековой философии, в том числе на идеи так называемой Шартрской школы, а также на философию эпохи Возрождения и, соответственно, на всю европейскую философию более позднего времени.

## Композиция
Композиция диалога состоит из трёх неравных частей. В начале Сократ вкратце пересказывает концепцию идеального государства (др.-греч. πολιτεία), сущность которого в том, что каждый человек выбирает профессию в соответствии с достоинствами своей души: землепашцы (др.-греч. γεωργοί), стражи (др.-греч. φύλακες) и философы.
Затем Критий рассказывает легенду об Атлантиде (25а) — большом острове за Геркулесовыми столбами), затонувшей 9 тысяч лет назад.
Большую часть диалога составляет речь астронома и пифагорейца Тимея, который начинает с различия «бытия» (др.-греч. ὄν — 27d) на «не возникшее» и «возникающее». Возникающее необходимо имеет причину для своего появления, и здесь Тимей упоминает Демиурга (др.-греч. δημιουργός — 28a), который производит вещи, глядя на их первообраз. Равным образом демиурга имеет и космос (др.-греч. κόσμος — 29a) — прекраснейшее из возникшего. Космос же Тимей называет «живым существом» (др.-греч. ζῷον — 30b), которое обладает как душой, так и умом. Космос возник благодаря божественному Промыслу (др.-греч. πρόνοια — 30с).
Также в «Тимее» Платон размышляет о времени, которое он именует «вечным образом» (др.-греч. αἰώνιον εἰκόνα — 37d). Затем он излагает версию греческой теогонии, как от Урана родился Океан, а от Океана Кронос, а уже от Кроноса Зевс (41a). Платон рассматривает эфир (αἰθήρ) как «прозрачную разновидность воздуха» (58d).
С точки зрения теории познания «Тимей» важен началами скептического подхода. В этом диалоге Платон не раз указывает, что его рассуждения лишь вероятны, а не претендуют на истину. С его точки зрения материя — это не сущее, а некая неопределенность, лишь имеет возможность оформления, которое может быть воспринято человеком. Поэтому наше знание лишь вероятностно, а не абсолютно, а любое исследование должно идти в направлении наибольшей вероятности (Plato. Timaeus, 44d). Иллюстрацией к этому принципу может служить рассуждение о том, что один и тот же предмет в разных местах и разное время может восприниматься по-разному (там же, 48е-50а).